# جيمس ستانلي سكوت
جيمس ستانلي سكوت هو عسكري كندي، ولد في 18 فبراير 1889 في روبيرفال في كندا، وتوفي في 19 يوليو 1975 في هاليفاكس في كندا.